# والتر اشمور
والتر اشمور (انگلیسی: Walter Ashmore; October – دسامبر ۱۸۶۱ – ۱۹۴۰ (۷۸−۷۹ سال)) بازیکن فوتبال اهل بریتانیا بود.
از باشگاه‌هایی که در آن بازی کرده‌است می‌توان به باشگاه فوتبال استون ویلا اشاره کرد.